# Desigualdad de Hardy
La desigualdad de Hardy es una desigualdad matemática llamada así debido a G.H. Hardy. Esta desigualdad afirma que si {\displaystyle a_{1},a_{2},a_{3},\dots } es una sucesión de números reales no negativos que no es idénticamente nula, entonces para cualquier número real p > 1 se tiene
{\displaystyle \sum _{n=1}^{\infty }\left({\frac {a_{1}+a_{2}+\cdots +a_{n}}{n}}\right)^{p}<\left({\frac {p}{p-1}}\right)^{p}\sum _{n=1}^{\infty }a_{n}^{p}.}
Una versión integral de la desigualdad de Hardy afirma que si f es una función integrable a valores no-negativos, entonces
{\displaystyle \int _{0}^{\infty }\left({\frac {1}{x}}\int _{0}^{x}f(t)\,dt\right)^{p}\,dx\leq \left({\frac {p}{p-1}}\right)^{p}\int _{0}^{\infty }f(x)^{p}\,dx}
con igualdad si y solo si f(x) = 0 casi en todas partes.

## Historia
La desigualdad de Hardy fue publicada y demostrada por primera vez (al menos en su versión discreta e involucrando una constante no-optimal) en 1920 en una nota de Hardy.